# San Lorenzo, Las Choapas
San Lorenzo är en ort i Mexiko.   Den ligger i kommunen Las Choapas och delstaten Veracruz, i den sydöstra delen av landet, 600 km öster om huvudstaden Mexico City. San Lorenzo ligger 83 meter över havet och antalet invånare är 188.
Terrängen runt San Lorenzo är huvudsakligen kuperad, men den allra närmaste omgivningen är platt. Runt San Lorenzo är det ganska glesbefolkat, med 29 invånare per kvadratkilometer. Närmaste större samhälle är Felipe Ángeles, 8,7 km söder om San Lorenzo. Omgivningarna runt San Lorenzo är en mosaik av jordbruksmark och naturlig växtlighet.